# Kerstin Ahlqvist
Kerstin Lucia Ahlqvist, po mężu Winnberg (ur. 11 lipca 1927 w Frösön, zm. 2 października 2000 w Gnesta) – szwedzka narciarka alpejska, olimpijka z Oslo (1952).
Na igrzyskach w Oslo wzięła udział w dwóch konkurencjach alpejskich – zajęła 20. miejsce w slalomie i 26. w slalomie gigancie.

## Osiągnięcia

### Igrzyska olimpijskie
| Miejsce | Data           | Miejscowość | Konkurencja   | Czas   | Strata | Zwyciężczyni         |
| ------- | -------------- | ----------- | ------------- | ------ | ------ | -------------------- |
| 26.     | 14 lutego 1952 | Oslo        | slalom gigant | 2:21,4 | +14,6  | Andrea Mead-Lawrence |
| 20.     | 20 lutego 1952 | Oslo        | slalom        | 2:23,3 | +12,7  | Andrea Mead-Lawrence |